# Kokoro Fujishiro
Kokoro Fujishiro (en japonés: 藤城心, Fujishiro Kokoro; 27 de junio de 2001) es una deportista japonesa que compite en judo. Ganó dos medallas en el Campeonato Asiático de Judo, en los años 2024 y 2025, en la categoría de –52 kg.

## Palmarés internacional
| Campeonato Asiático | Campeonato Asiático | Campeonato Asiático | Campeonato Asiático |
| Año                 | Lugar               | Medalla             | Categoría           |
| ------------------- | ------------------- | ------------------- | ------------------- |
| 2024                | Hong Kong (China)   | Medalla de plata    | –52 kg              |
| 2025                | Bangkok (Tailandia) | Medalla de oro      | –52 kg              |